# Maria Reiche

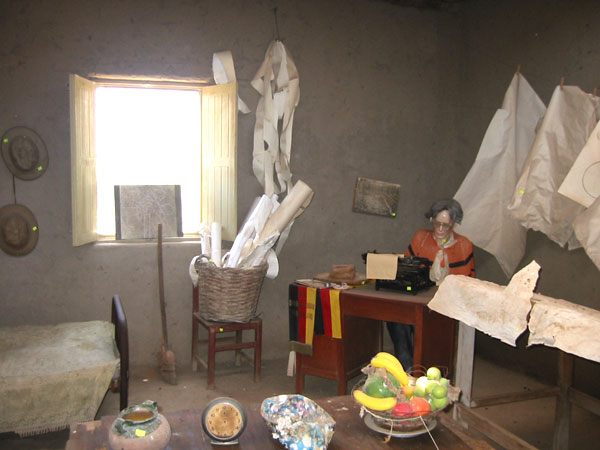
Wassen beeld van Maria Reiche

Maria Reiche (Dresden, 15 mei 1903 - Lima (Peru), 6 juni 1998) was een Duits-Peruaanse wiskundige en archeologe.
Haar belangrijkste werk is haar onderzoek naar de betekenis van de beroemde Nazcalijnen in Peru. Zij heeft nooit de betekenis van deze zogenaamde geogliefen volledig kunnen doorgronden. Als onderzoekster en beschermster van de Nazcalijnen heeft zij een belangrijke rol gespeeld in de gedachtevorming naar de betekenis van de tientallen dierenfiguren, geometrische vormen en lijnen in de Nazca-pampa.
Zij is begraven naast haar voormalige woning (thans Maria Reiche museum) in de omgeving van de Nazcalijnen.